# СП (вестник)
СП е молдовски регионален седмичник, основан през 1994 година в град Белци. Учреден е от Вячеслав Война, Слава Перунов и Лев Шварцман. Редактори на вестника са Олег Хиталски и Лев Шварцман.
Темите във вестника са представени на три части:
- Новини (градски, регионални, национални), журналистика, репортаж, интервю, разследване, редакционни коментари и др.
- Реклами, частни обяви, поздравителни картички, типове и др.
- Телевизионни програми, подробна програма за употреба, телекритика, хороскопи и др.